# Лабораторно-бригадный метод обучения

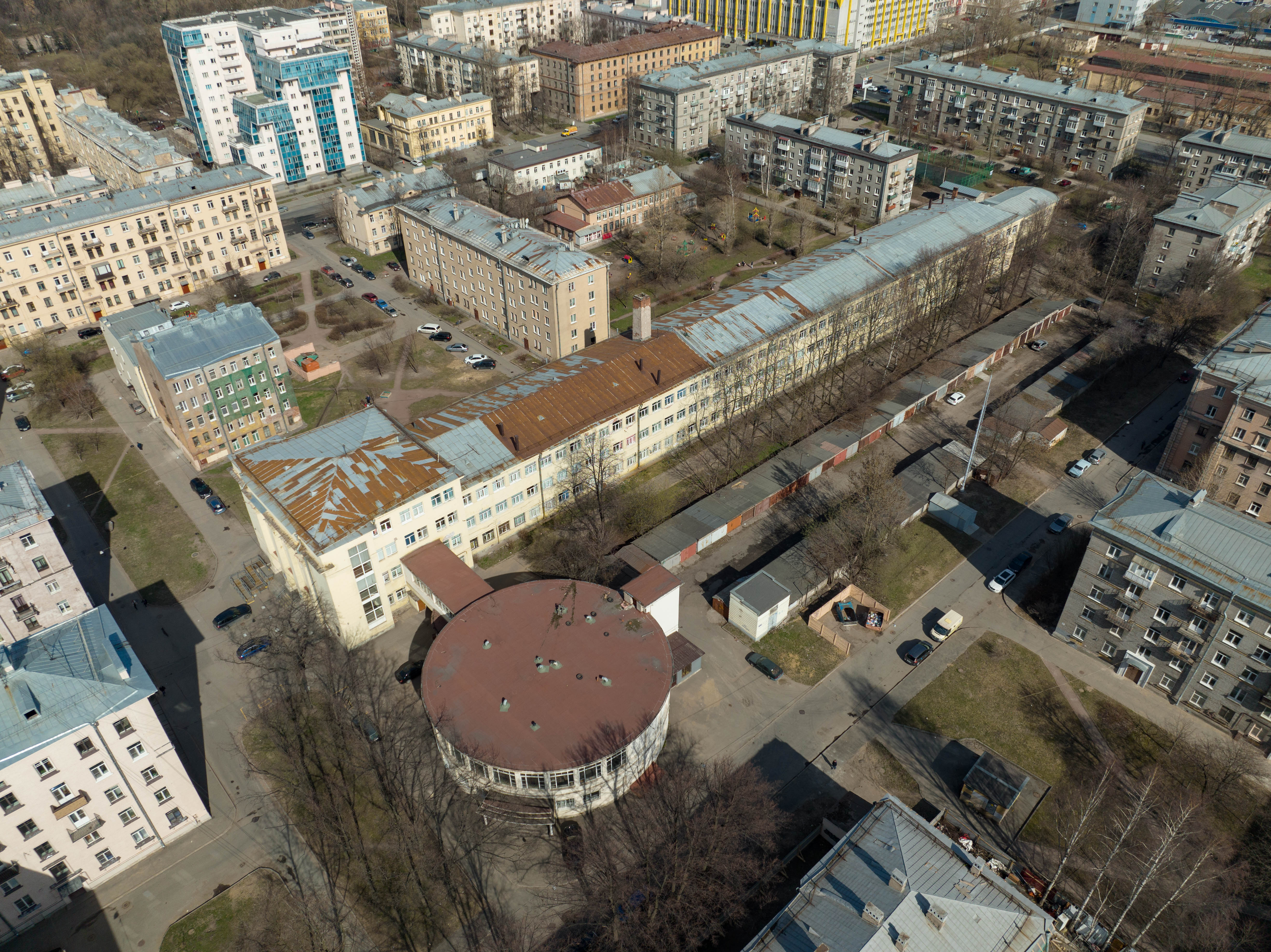
Здание Технической школы, построенное для обучения по лабораторно-бригадному методу

Лаборато́рно-брига́дный ме́тод обуче́ния (бригадно-лабораторный метод, бригадный метод) — разновидность Дальтон-плана, сочетающая индивидуальную и коллективную формы обучения, применявшаяся в советских школах, вузах и техникумах в конце 1920-х — начале 1930-х годов. Учащиеся объединялись в группы с выбранными из своей среды руководителями и самостоятельно работали над заданием, рассчитанным на срок от 2 недель до 1 месяца. На заключительных занятиях «бригадир» отчитывался о проделанной работе перед учителем, который, в свою очередь, подводил итоги деятельности своих подопечных.

## История
После Октябрьской революции в России происходит реформирование народного образования. Важным принципом формирующейся системы просвещения являлось положение о полной индивидуализации обучения, под которым подразумевался анализ со стороны преподавателей личных склонностей и особенностей характера учеников. В связи с этим широкое распространение получают идеи Джона Дьюи, которые находят практическое применение в единой трудовой школе.
На их основе в 1920-х годах в практику учебных заведений внедряются новые для педагогики явления, такие как Дальтон-план и метод проектов. Их опыт применения выявил существенные проблемы реализации западных концепций: учебный материал не удавалось систематически изложить, а педагоги столкнулись со сложностью индивидуальной оценки знаний. Помимо этого, отсутствовал дидактический материал, помогающий организовать самостоятельную познавательную деятельность.
В этих условиях получает широкое распространение лабораторно-бригадная форма организации учебного процесса. Отмечалось, что данный метод внедряет дух соревновательности, активизирует познавательную самостоятельность учащихся, повышает у них чувство ответственности и товарищества. Вместе с тем, отдельные исследователи высказывают точку зрения, что снижение роли преподавателя приводило к появлению серьёзных пробелов в знаниях, что сильно сказывалось на общем уровне подготовки.
Распространению методов и форм активного обучения положили конец постановления ЦК ВКП(б) от 25 августа 1932 года «Об учебных программах и режиме в начальной и средней школе» и ЦИК СССР от 19 сентября 1932 года «Об учебных программах и режиме в высшей школе и техникумах». В них констатировалось, что практика применения лабораторно-бригадного метода в единой трудовой школе выявила ряд серьёзных недостатков, а живое общение с преподавателем было заменено учебными занятиями с малоквалифицированным руководом. Впоследствии была окончательно восстановлена прежняя классно-урочная система обучения.
Исследователи называют различные причины свёртывания лабораторно-бригадного метода обучения. По мнению С. В. Ставропольцевой, значительную роль сыграла личная неприязнь И. В. Сталина к ряду сторонников применения Дальтон-плана в СССР: Джону Дьюи, Н. К. Крупской, Н. И. Бухарину.

## Принципы
Конкретный педагогический замысел лабораторно-бригадного метода обучения основывался на следующих принципах:
- Внедрение коллективных форм деятельности.
- Использование активных методов обучения.
- Сотрудничество преподавателя и его подопечных.
- Необходимость подтверждения полученных знаний.

Основная установка данного педагогического подхода предусматривала постановку целей для каждого отдельного занятия, предполагавших изучение предмета в целом.

## Формирование бригад
Бригады могли формироваться по разным принципам:
- Гетерогенные (разнородные) включали в свой состав учащихся как с высоким, так и с низким уровнем знаний и личностных качеств.
- Гомогенные (однородные) состояли из людей с одним уровнем подготовки[10]. Например, существовали ударные бригады, которые помогали отстающим студентам и самостоятельно контролировали выполнение заданий[4].

Тем не менее, по уровню коммуникативных качеств группы учащихся были исключительно гетерогенными. В противном случае общение в процессе выполнения заданий было бы затруднено.